# سبک زندگی
سبک زندگی به علایق، نظرات، رفتارها و جهت‌گیری رفتاری یک فرد، گروه یا فرهنگ اشاره می‌کند. این اصطلاح نخستین بار توسط آلفرد آدلر روان‌شناس اتریشی استفاده شد.

## تعاریف
سبک زندگی را فرهنگ آکسفورد، «راه‌های گوناگون زندگی فرد یا گروه» می‌داند. فرهنگ لانگ من، آن را «راه یا سبکی برای زیستن» می‌خواند. از نظر آسا برگر سبک زندگی مد یا حالت زندگی فرد می‌باشد. سوبل سبک زندگی را «هر شیوه متمایز، اما قابل تشخیص زیستن» تعریف کرده‌است. سبک زندگی واژه فراگیری است که از سلیقه فرد در زمینه آرایش مو و لباس، سرگرمی و تفریح، کار و شغل، هنر و غیره، همگی را شامل می‌شود.
تعاریفی دیگر، بر ویژگی‌های زیبایی شناختی سبک همچون کیفیّت برتر در ظاهر، طرّاحی یا رفتار یا بر جنبه تمایز سبک تأکید دارند و سبک را ویژگی نشان دادن برتری می‌دانند؛ تعاریفی دیگر نیز به ابعاد تجمّلی زندگی مثل برتری بر پایه مد، شیک، مد زودگذر، هوس و میل مفرط، عادت و تجمل، زیاده روی یا ولخرجی می‌پردازند.
سبک‌های زندگی مجموعه‌ای از طرز تلقی‌ها، ارزش‌ها، شیوه‌های رفتار، حالت‌ها و سلیقه‌ها در هر چیزی را در برمی‌گیرد. موسیقی عامه، تلویزیون، و آگهی‌ها همگی تصورها و تصویرهایی بالقوه از سبک زندگی فراهم می‌کنند. سبک زندگی فرد، اجزای رفتار شخصی او نیست، لذا غیرمعمول نیستند. سبک زندگی سالم به مجموعه‌ای از عادات، رفتارها و عوامل و شرایطی اطلاق می شود که بتواند بر سلامت جسمی و روانی فرد موثر باشد.
سبک زندگی با مولکول‌ها
سبک زندگی خوب، مدیریت خوب ترشح مولکول‌ها از درون بدن و شناخت مولکول‌های درمانگر در طبیعت می‌باشد. یک فرد سالم با سبک زندگی خوب، تعادل درون بدن و بیرون (طبیعت) ایجاد می‌کند. فطرت و سرشت درونی انسان و طبیعت هر دو دارای یک جوهر و مرتبط با یکدیگر هستند. بنابراین انسان می‌باید طبیعت را خوب بشناسد و از آن الگوبرداری نماید و نوآوری‌ها و فناوری‌های بر مبنای زیست الگو و الهامات زیستی ایجاد نماید و در سبک زندگی خود استفاده کند.